# Iunak, Varna
Iunak (în bulgară Юнак) este un sat în comuna Avren, regiunea Varna,  Bulgaria. 

## Demografie
Componența etnică a satului Iunak
     Bulgari (92,68%)
     Nicio identificare (4,87%)
     Altele (2,43%)
La recensământul din 2011, populația satului Iunak era de 123 locuitori. Din punct de vedere etnic, majoritatea locuitorilor (92,68%) erau bulgari. Pentru 4,87% din locuitori nu este cunoscută apartenența etnică.